# World Register of Marine Species

Das World Register of Marine Species (WoRMS; deutsch Weltweites Register der Meereslebewesen) ist eine englischsprachige Datenbank, die eine verlässliche und umfassende Namensliste der rezenten und fossilen  Meeresorganismen zur Verfügung stellen möchte. Neben rein marinen Arten werden heute auch andere, wie Brackwasser- und Süßwasser-Arten und sogar – in begrenztem Umfang terrestrische Arten – erfasst.
Als Editoren fungieren wissenschaftliche Spezialisten, die für die Aktualisierung und Pflege des Datenbestandes der einzelnen Gruppe von Organismen zuständig sind. Diese Taxonomen/Systematiker überwachen die Qualität der Information, die aus verschiedenen regionalen und taxon-spezifischen Datenbanken stammen. WoRMS pflegt gültige Namen aller Meeresorganismen, liefert aber auch Informationen über taxonomische Synonyma sowie ungültige/nicht mehr gültige Namen.

## Geschichte

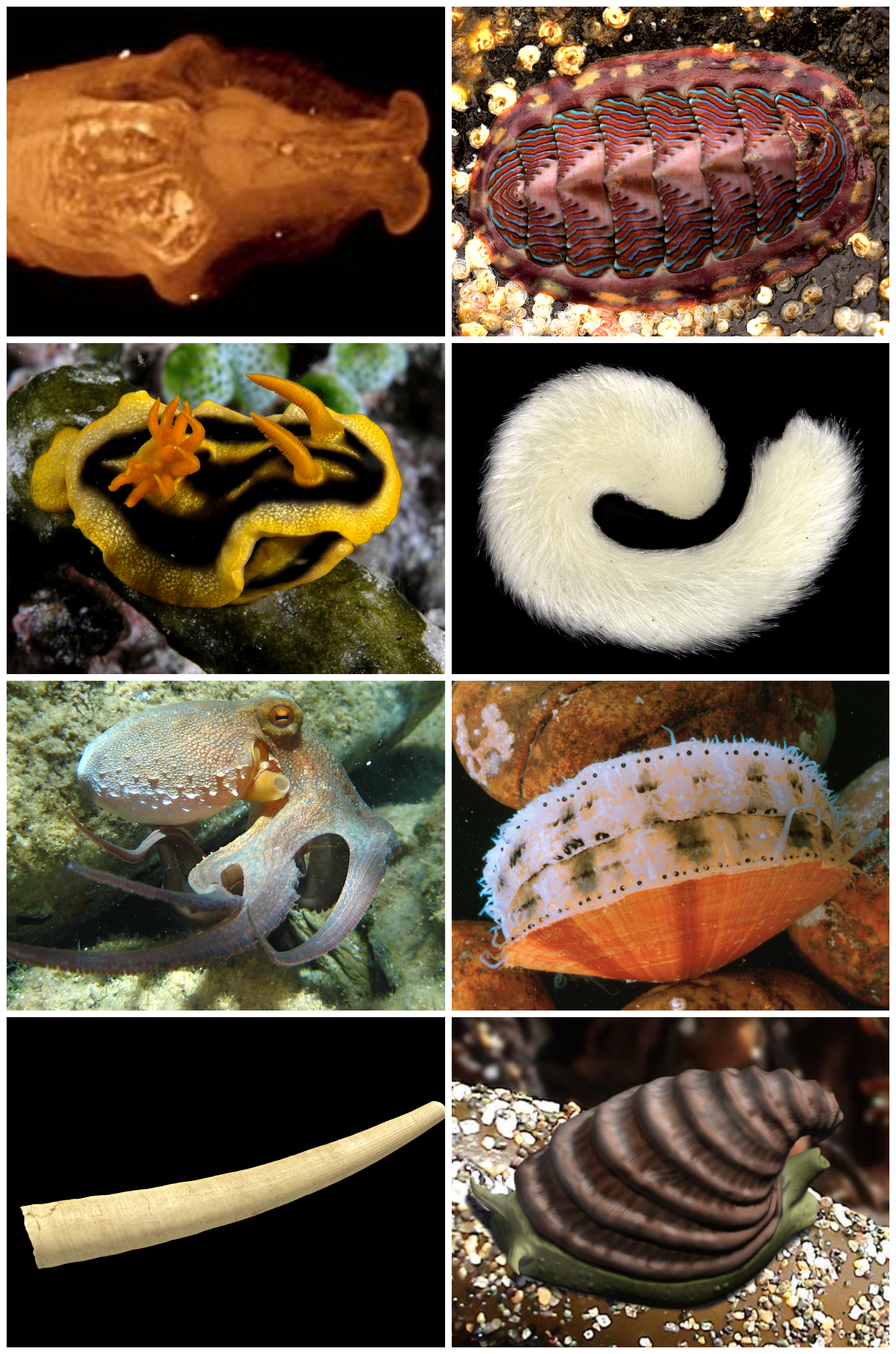
Auch zu Mollusken gibt es eine WoRMS-Datenbank

WoRMS wurde 2008 gegründet. Es wird hauptsächlich finanziell seitens der Europäischen Union unterstützt und ist angesiedelt beim Flanders Marine Institute in Belgien. WoRMS hat förmliche Vereinbarungen mit verschiedenen anderen Biodiversitätsprojekten getroffen, einschließlich der Global Biodiversity Information Facility (GBIF) und der Encyclopedia of Life (EOL).
Seit 2023 präsentiert WoRMS anlässlich des „World Taxonomist Appreciation day“ am 19. März eine Liste von 10 neu entdeckten Meeresbewohnern, die im Vorjahr erstmals wissenschaftlich beschrieben wurden und aus vorher eingereichten Nominierungen ausgewählt wurden.
WoRMS bietet u. a. auch die Möglichkeit, online eigene Datenlisten mit den WoRMS-Daten abzugleichen.

## Weitere WoRMS-Datenbanken

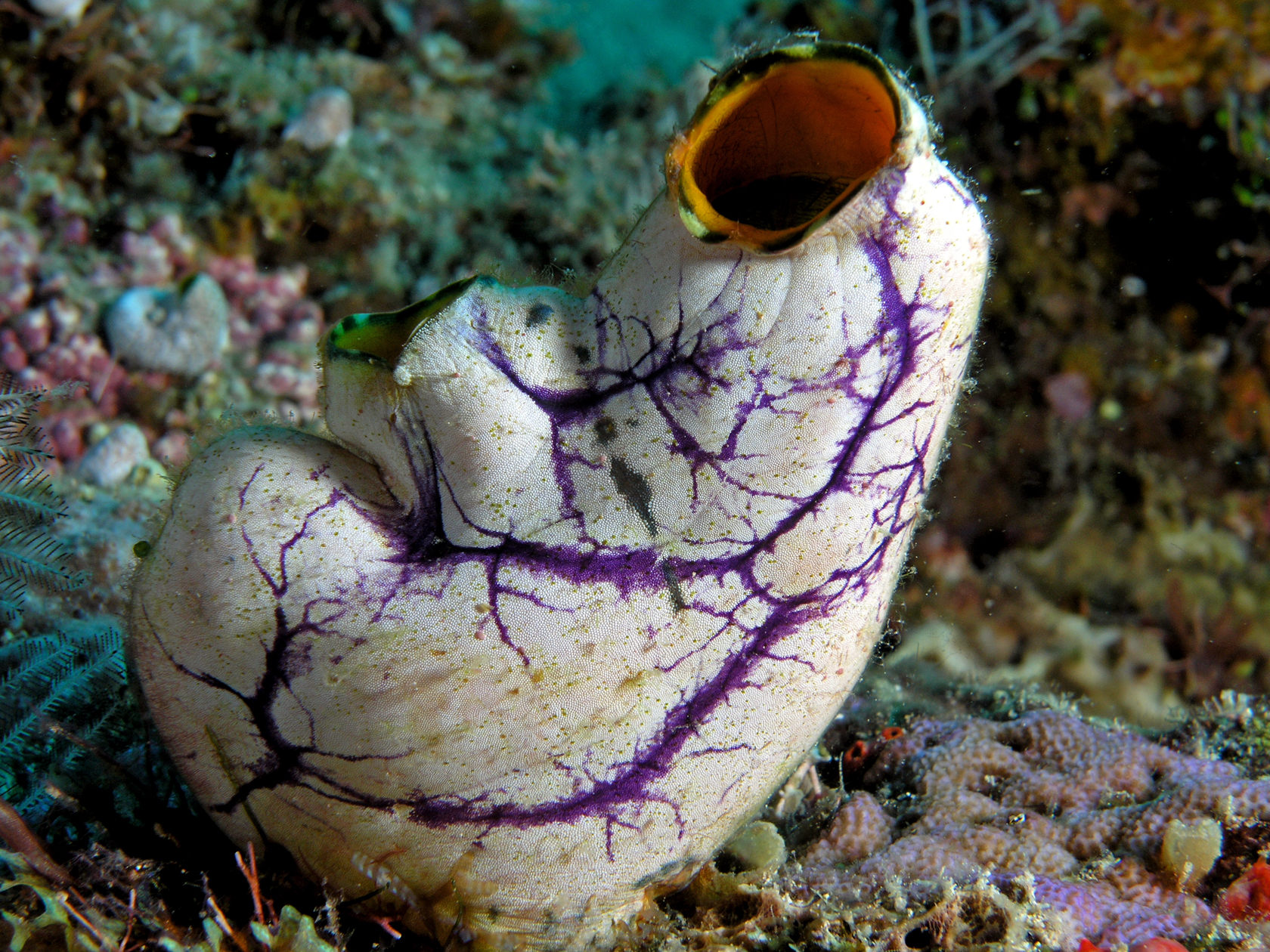
Zu den seltener besprochenen Spezies mit eigener Datenbank zählen die Seescheiden,
wie diese Tunicate komodo

Zu den von WoRMS verwalteten Projekten, die auf derselben internen Datenbankorganisation („Aphia platform“ Infrastruktur) beruhen, zählen:
- Datenbank für Mollusken (MolluscaBase), mit über 86,600 Einträgen.[5]

- Datenbank für Seeigel (The World Echinoidea Database), mit über 1.000 Spezies.[6]

- Datenbank für Seesterne (World Asteroidea Database), mit über 1.800 Spezies.[7]

- Datenbank für Schlangensterne (World Ophiuroidea Database), mit über 2.100 Spezies.[8]

- Datenbank für Seescheiden (World Ascidiacea Database), mit über 3.000 Spezies.[9]

- Datenbank für Fächerflügler (World Strepsiptera Database) (seit 2021)[10][11]

- Datenbank für Foraminiferen (World Foraminifera Database) (rezente und fossile)[12]

- Datenbank für Wale (World Cetacea Database)[13]

Eine vollständige Liste aller von WoRMS betriebenen taxonomischen Datenbanken ist online abrufbar.

## Partner
Unterstützung und Zusammenarbeit besteht, nach Angaben der Vereinten Nationen, unter anderem mit folgenden Organisationen:
- Alfred P. Sloan Foundation (Kanada)
- Global Biodiversity Information Facility (GBIF),
- Fisheries and Oceans Canada (DFO),
- National Science Foundation (NSF), USA